# Karol Galba
Karol Galba ( 2. února 1921 – 15. listopadu 2009) byl fotbalovým sudím, který asistoval na čáře při finále mistrovství světa ve fotbale v roce 1966.
Slovenský rozhodčí byl při památném finále mistrovství světa 1966, které pořádala Anglie, jenž nakonec turnaj vyhrála. Dodnes se o regulernosti zápasu vedou spory. Hurstův (Anglie) třetí gól asi navždy zůstane záhadou. Galba byl také při zápase Feyenoord – Real Madrid, při kterém se strhla rvačka kvůli zákroku Miery na Mouljina. V roce 1968 se stal prvním prezidentem oddělení rozhodčí za UEFA.